# 박소희 (농구 선수)
박소희(2003년 5월 15일 ~ )는 대한민국의 농구 선수이다. 한국여자프로농구(WKBL) 부천 하나원큐 소속으로 포지션은 포워드이다.

## 경력
2021년 9월 7일에 열린 2021-2022 WKBL 신입선수 선발회에서 1라운드 전체 2순위로 부천 하나원큐에 지명되었다.